# Le Grand Mogol (operett)

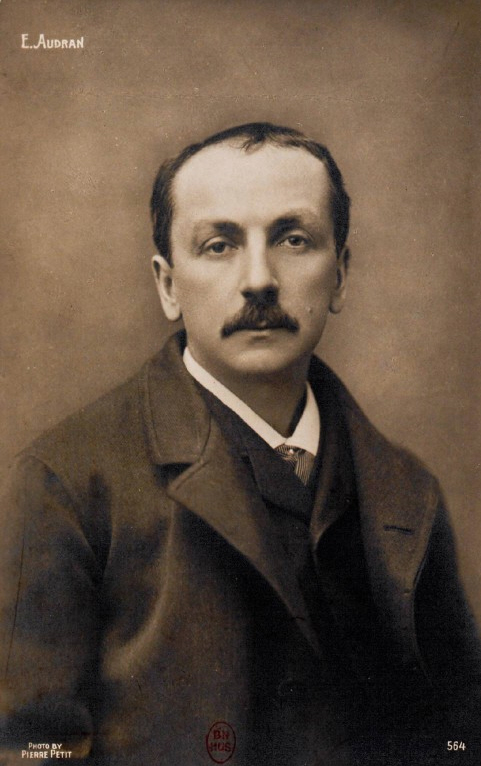
Edmond Audran

Le Grand Mogol (Stormogulen) är en operett (opéra bouffe) med musik av Edmond Audran.
Verket finns i två versioner. Den första i tre akter, med libretto av Henri Chivot, hade premiär på Théâtre du Gymnase i Marseille den 24 februari 1877. En reviderad fyraktsversion, med libretto av Chivot och Alfred Duru, hade premiär på Théâtre de la Gaîté i Paris den 19 september 1884.

## Historia
I slutet av 1860-talet och början av 1870-talet arbetade Edmond Audran som kyrkoorganist och körledare i Marseille. Han komponerade några enaktare inom genren opéra comique på 1860-talet men de tilldrog sig föga uppmärksamhet och han återvände inte till genren förrän i mitten av 1870-talet, då Henri Chivot, en vän till familjen, skrev librettot Le Grand Mogol och inbjöd Audran att tonsätta det. Verket antogs av Théâtre Gymnase i Marseille. Primadonnan var den 18-åriga Jane Hading, som snart skulle bli den lätta operans mest lysande stjärna i Paris. Operetten hade premiär den 24 februari 1877 och spelades 60 gånger - en särdeles lång speltid för en provinsiell fransk teater på den tiden.
Efter den sa Audran upp sig från sin kyrkopost och flyttade till Paris, där han snart fick en solid succé med sin opéra comique Les Noces d'Olivette (1879), vilken spelades över ett år i London, och än mer internationell framgång med La Mascotte (1880). I mitten av 1880-talet reviderade och utökade Audran Le Grand Mogol tillsammans med Chivot och pjäsförfattaren Alfred Duru. Den nya versionen hade premiär den 19 september 1884 på Théâtre de la Gaîté, där den spelades 248 gånger.
Operetten uppfördes på Södra Teatern i Stockholm den 29 mars 1886 med titeln Stora Mogul.

## Personer
| Roller               | Stämma  | Premiärbesättning den 19 september 1884 (Dirigent: - ) |
| -------------------- | ------- | ------------------------------------------------------ |
| Irma la charmeuse    | Sopran  | Louise Thuillier-Leloir                                |
| Prinsessan Bengaline | Sopran  | Conchita Gélabert                                      |
| Kronprins Mignapour  | Tenor   | Cooper                                                 |
| Joquelet             | Baryton | Alexandre                                              |
| Storvesiren Nicobar  | Bas     | Mesmeker                                               |
| Crakson              | Tenor   | Scipion                                                |

## Handling
I en del tryckta upplagor av Parisversionen har akterna två och tre slagits samman, och akt IV blivit akt III. Operan utspelas i kungadömet Delhi 1750.
Akt I
Ett torg i Almora, nära Delhi
Vid stormogulens hov är seden att kronprinsen måste förbli oskuld till han blir myndig annars förlorar han rätten till tronen. Han måste även ständigt bära ett magiskt pärlhalsband, som kommer bli svart om han avviker från dygdens rätta väg.
Det återstår två dagar innan prins Mignapour blir myndig och ska inta tronen. Han är mindre bekymrad över trontillträdet och mer intresserad av att finna den unga fransyskan Irma, som han mötte för två månader sedan och förälskade sig i. Irma och hennes bror Joquelet har flytt från Frankrike för att undkomma sina fordringsägare. Han har blivit en resande tandläkare och hon en ormtjuserska. Mignapour återfinner Irma i Almora och förklarar henne sin kärlek; välvilligt antar hon hans frieri.
Tre personer är misslynta över förlovningen. Prinsens kusin prinsessan Bengaline är ivrig att själv bli hans hustru och dela tronen; storvesiren Nicobar har hängt upp sin politiska framtid på Bengalines planar; samt kapten Crakson, en oattraktiv engelsk officer som är förälskad i Irma.
Akt II

Palatsträdgården
Crakson, Bengaline och Nicobar smider ränker för att förhindra giftermålet mellan Irma och prinsen. De bestämmer sig för att förleda prinsen i synd. Bengaline och hennes bajadärer omringar prinsen och lyckas nästan förleda honom till en kyss, men då dyker Joquelet upp och förhindrar det hela.
Mignapour försöker övertyga Irma att möta honom i rosenträdgården vid midnatt. Hon tvekar och han lever på hoppet. När natten faller har han svårt att bli av med sina livvakter. Han ber Crakson att droga vakterna. Crakson gör det men ivrig att få Irma för sig själv drogar han även Mignapour. Medan prinsen är medvetslös byter han ut det vita halsbandet mot ett svart innan han går för att möta Irma i trädgården. Men dessvärre för de inblandade så har även Bengaline haft samma idé. Hon har klätt ut sig till Irma, och det är hon som Crakson möter i rosenträdgården. Ingen inser att den andre är fel person.
Akt III

En hall i palatset
Före sin systers bröllop försöker Joquelet taktfullt förklara för systern vad som väntar henne. Efter en balett dyker prinsen äntligen upp men till allas bestörtning har hans halsband blivit svart. Det antas att han har avvikit från dygdens väg. Nicobar avslöjar att vakterna såg någon som såg ut som prinsen omfamnande en kvinna i rosenträdgården. Kaos utbryter och prinsen avvisas från palatset.
Akt IV

Inne i en karavanseraj
Joquelet finner en gammal kista. Inuti ligger ett gammalt dokument som fastslår att tidigare stormoguler hittade på myten om halsbandet för att hålla kvar tronarvingarna på den rätta vägen. Bengaline hade tidigare hittat kistan och fått reda på innehållet varpå hon gömde kistan. Fyndet innebär att prinsen kan bli stormogul och gifta sig med Irma. Bengaline försöker förhindra äktenskapet genom att berätta hur hon umgicks med prinsen i trädgården, men när det uppdagas att hon i själva verket mötte Crakson finner hon till sin fasa att hon måste gifta sig med honom.
Källa: Libretto och Gänzl's Book of the Musical Theatre.

## Musiknummer
Akt I
- Ouvertyr
- Kör och sång (Kör, Joquelet) – "Allons et point de paresse … Mon nom est Joquelet"
- Kuplett (Irma) – "Je ne veux pas de vous pour époux "
- Tal (Irma) – "Si le prince, m'a-t-on conté"
- Kör och kuplett (Kör, Bengaline) – "Place à Bengaline … J'aime l'éclat des cours"
- Duett (Mignapour, Bengaline) – "Je voudrais révéler à la nature entière"
- Romans (Mignapour) – "Si j'étais un petit serpent"
- Final (Irma, alla) – "Pour voir Irma … Allons, petit serpent"

Akt II
- Entr'acte
- Buffatrio (Crakson, Nicobar, Bengaline) – "Si le Prince se marie"
- Kuplett (Bengaline) – "Qu'on me laisse agir à mon gré"
- Duett (Joquelet, Irma) – "Dans ce beau palais de Delhi"
- Kuplett (Mignapour) – "Un antique et fort vieil adage"
- Bajadärkör och sång (Kör, Bengaline) – "Nous sommes prêtresses d'Indra … L'indolente panthère"
- Kör och kuplett (Kör, Irma) – "Sur l'ordre de sa hautesse … Dans nos guingettes de Paris"
- Final (Alla) – "Le jour viens de finir"

Akt III
- Kör - "Gardiens du palais"
- Kör - "O soleil, quand de tes feux"
- Kuplett (Joquelet) – "Au moment de te marier"
- Final (Alla) – "Silence! le voici qui s'avance … Pardon, je ne suis éveillé qu'à demi"

Akt IV
- Entr'acte
- Kör – "Après les pénibles voyages"
- Sång (Joquelet) – "Petite sœur, il faut sécher tes larmes"
- Sång (Mignapour) – "Par tout le pays, je chemine"
- Duet (Mignapour, Irma) – "O ma maîtresse bien aimée"
- Kuplett (Bengaline) – "A la femme en naissant"
- Kvartett (Irma, Mignapour, Crakson, Joquelet) – "Ah! pour moi quelle heureuse chance"
- Final (Alla) – "D'où vient un pareil tapage"

Källa: Opérette – Théâtre Musical.